# Piedras Anchas, Querétaro Arteaga
Piedras Anchas är en ort i Mexiko.   Den ligger i kommunen Jalpan de Serra och delstaten Querétaro Arteaga, i den centrala delen av landet, 200 km norr om huvudstaden Mexico City. Piedras Anchas ligger 788 meter över havet och antalet invånare är 336.
Terrängen runt Piedras Anchas är huvudsakligen kuperad, men åt nordväst är den bergig. Piedras Anchas ligger nere i en dal. Runt Piedras Anchas är det ganska glesbefolkat, med 23 invånare per kvadratkilometer. Närmaste större samhälle är Jalpan, 3,1 km nordväst om Piedras Anchas. I omgivningarna runt Piedras Anchas växer huvudsakligen savannskog.